# Aika (prénom)
Pour les articles homonymes, voir Aika.
Aika (あいか) est un prénom japonais féminin.

## Écriture
Il peut s'écrire en hiragana : あいか ou en hiragana et kanji :
- あい花 : les sons « a », « i » et fleur
- あい香 : les sons « a », « i » et senteur

Ce prénom s'écrit aussi, entre autres, sous les formes suivantes avec uniquement des kanjis :
- 合夏 : union/convenir et été
- 合歌 : union/convenir et poème
- 合果 : union/convenir et fruit
- 合華 : union/convenir et flamboyant
- 合香 : union/convenir et senteur
- 合郁 : union/convenir et vif
- 哀夏 : compassion/tristesse et été
- 哀歌 : lamentation
- 哀果 : compassion/tristesse et fruit
- 哀華 : compassion/tristesse et flamboyant
- 愛嘉 : amour et bon/joyeux
- 愛桂 : amour et katsura (arbre au caramel)
- 愛樺 : amour et bouleau
- 愛河 : amour et fleuve
- 愛禾 : amour et graine
- 愛蔓 : amour et raisin
- 愛霞 : amours et rosée
- 愛郁 : amour et vif
- 愛伽 : amour et s'occuper
- 愛佳 : amour et bon
- 愛可: amour et possible
- 愛嘉 : amour et bon/joyeux
- 愛夏 : amour et été
- 愛架 : amour et construire
- 曖嘩 : sombre et bruyant
- 相夏 : aspect et été
- 藍佳 : indigo et bon
- 藍可 : indigo et fleuve
- 藍加 : indigo et ajouter
- 藍嘉 : indigo et bon/joyeux
- 藍楓 : indigo et érable
- 藍歌 : indigo et poème
- 藍鹿 : indigo et cerf
- 藍霞 : indigo et rosée
- 藍華 : indigo et flamboyant.
- 逢佳 : rencontrer et bon
- 逢可 : rencontrer et fleuve
- 亜以佳 : sous/Asie, avec et bon
- 亜以香 : sous/Asie, avec et senteur
- 亜伊加 : sous/Asie, avec et ajouter
- 亜依佳 : sous/Asie, se reposer sur et bon
- 亜依果 : sous/Asie, se reposer sur et fruit
- 亜依華 : sous/Asie, se reposer sur et flamboyant
- 亜依香 : sous/Asie, se reposer sur et senteur
- 亜唯華 : sous/Asie, seulement et flamboyant
- 亜唯香 : sous/Asie, seulement et senteur
- 亜椅榎 : sous/Asie, arbre et micocoulier
- 亜衣可 : sous/Asie, robe et fleuve
- 亜衣華 : sous/Asie, robe et flamboyant
- 亜衣花 : sous/Asie, robe et fleur
- 亜衣香 : sous/Asie, robe et senteur
- 安以花 : pacifique, avec et fleur
- 安意加 : pacifique, intention et inclure
- 安衣香 : pacifique, robe et senteur
- 彩衣佳 : couleur, robe et bon
- 彩衣香 : couleur, robe et senteur
- 和生佳 : paix/harmonie, vie et bon
- 杏依香 : abricot, se reposer sur et senteur
- 有依華 : se produire, se reposer sur et flamboyant
- 明依花 : brillant/chaleureux, se reposer sur et fleur
- 明衣花 : brillant/chaleureux, robe sur et fleur
- 愛依花 : amour, se reposer sur et fleur
- 愛生香 : amour, vie et senteur
- 愛衣加 : amour, robe et inclure
- 愛衣華 : amour, robe et flamboyant
- 愛衣花 : amour, robe et fleur
- 愛逸香 : amour, superbe et senteur
- 曜有歌 : jour de la semaine, se produire et poème
- 藍衣香 : amour, robe et senteur
- 香衣華 : amour, robe et flamboyant
- 阿衣花 : flatter, robe et fleur
- 阿衣香 : flatter, robe et senteur

## Personnes célèbres
- Aika Mitsui (光井愛佳) est une chanteuse et une idole japonaise.
- Aika Miura (三浦あいか) est une ancienne actrice du cinéma pornographique japonais.
- Aika Ōta (多田愛佳) est une chanteuse et idole japonaise.

## Dans les œuvres de fiction
- Aika est un personnage du jeu vidéo Skies of Arcadia.
- Aika Sumeragi (皇藍華) est la protagoniste de la série d'animes Agent Aika.
- Village Aika est une ville du jeu vidéo Animal Crossing: New Leaf.